# Steven Weinberg
Steven Weinberg (født 3. maj 1933, død 23. juli 2021) ForMemRS var en amerikansk teoretisk fysiker og nobelprismodtager i fysik for sit bidrag, sammen med Abdus Salam og Sheldon Glashow, til beskrivelsen af den elektrosvage kraft, som er foreningen af den svage kraft og den elektromagnetiske interaktion mellem elementære partikler.